# Pirri
José Martínez Sánchez, poreclit Pirri (n. 11 martie 1945, Ceuta, Spania), este un fost fotbalist internațional spaniol. Pirri este considerat unul din cei mai buni fotbaliști spanioli din istorie. El a fost un foarte bun pasator și a marcat un număr impresionant de goluri pentru un jucător defensiv, 123 de goluri doar în campionat.

## Goluri internaționale
| #   | Data              | Stadion                             | Oponent           | Golul | Rezultat | Competiția                                        |
| --- | ----------------- | ----------------------------------- | ----------------- | ----- | -------- | ------------------------------------------------- |
| 1.  | 13 iulie 1966     | Villa Park, Birmingham, Anglia      | Argentina         | 1–1   | 2–1      | Campionatul Mondial de Fotbal 1966                |
| 2.  | 7 decembrie 1966  | Mestalla, Valencia, Spania          | Republica Irlanda | 2–0   | 2–0      | Preliminariile Euro 1968                          |
| 3.  | 22 octombrie 1967 | Santiago Bernabéu, Madrid, Spania   | Cehoslovacia      | 1–0   | 2–1      | Preliminariile Euro 1968                          |
| 4.  | 17 octombrie 1968 | Gerland, Lyon, Franța               | Franța            | 1–1   | 1–3      | Meci amical                                       |
| 5.  | 15 octombrie 1969 | José Antonio, La Línea, Spania      | Finlanda          | 1–0   | 6–0      | Preliminariile Campionatul Mondial de Fotbal 1970 |
| 6.  | 11 noiembrie 1970 | Sánchez Pizjuán, Sevilla, Spania    | Irlanda de Nord   | 2–0   | 3–0      | Preliminariile Euro 1972                          |
| 7.  | 20 februarie 1971 | Sant'Elia, Cagliari, Italia         | Italia            | 0–1   | 1–2      | Meci amical                                       |
| 8.  | 17 martie 1971    | Luis Casanova, Valencia, Spania     | Franța            | 1–2   | 2–2      | Meci amical                                       |
| 9.  | 17 martie 1971    | Luis Casanova, Valencia, Spania     | Franța            | 2–2   | 2–2      | Meci amical                                       |
| 10. | 9 mai 1971        | GSP, Nicosia, Cipru                 | Cipru             | 0–1   | 0–2      | Preliminariile Euro 1972                          |
| 11. | 24 noiembrie 1971 | Los Cármenes, Granada, Spania       | Cipru             | 1–0   | 7–0      | Preliminariile Euro 1972                          |
| 12. | 24 noiembrie 1971 | Los Cármenes, Granada, Spania       | Cipru             | 4–0   | 7–0      | Preliminariile Euro 1972                          |
| 13. | 12 octombrie 1974 | Monumental, Buenos Aires, Argentina | Argentina         | 0–1   | 1–1      | Meci amical                                       |
| 14. | 12 octombrie 1975 | Sarrià, Barcelona, Spania           | Danemarca         | 1–0   | 2–0      | Preliminariile Euro 1976                          |
| 15. | 10 octombrie 1976 | Sánchez Pizjuán, Sevilla, Spania    | Iugoslavia        | 1–0   | 1–0      | Preliminariile CMF 1978                           |
| 16. | 25 ianuarie 1978  | Santiago Bernabéu, Madrid, Spania   | Italia            | 1–0   | 2–1      | Meci amical                                       |

## Palmares
Real Madrid
- Cupa Campionilor Europeni: 1965–66
- La Liga: 1964–65, 1966–67, 1967–68, 1968–69, 1971–72, 1974–75, 1975–76, 1977–78, 1978–79, 1979–80
- Copa del Rey: 1969–70, 1973–74, 1974–75, 1979–80